# Magnus Kristian Retzius
Magnus Kristian Retzius, född 22 mars 1795 i Lund, död 1 oktober 1871 i Stockholm, var en svensk läkare och professor, bror till Anders Adolf Retzius och son till Anders Jahan Retzius.

## Biografi
Retzius avlade studentexamen i Stockholm 1805, blev medicine licentiat 1813 och medicine doktor 1815. Han utnämndes 1816 till läkare vid Krigsakademien på Karlberg, fick 1819 titeln livmedikus och utnämndes 1825 till prosektor vid Karolinska institutet och 1828 också till föreståndare för barnbördshuset Pro Patria. År 1830 lämnade han prosektorsbefattningen, då han utnämndes till regementsläkare vid Svea livgarde. År 1849 utnämndes han till professor i obstetrik vid Karolinska institutet, från vilket ämbete han tog avsked från 1864. Han var ledamot av Krigsvetenskapsakademien (1821), Vetenskapsakademien (1836) och flera utländska lärda samfund.
Han var en mycket anlitad praktiker och på samma gång en flitig författare inom sin vetenskap. Han efterlämnade en mängd uppsatser i tidskrifter samt dessutom Handbok i militär hygienen (1821) och Om bäckenförträngning (1848). Till Karolinska institutet skänkte han på ålderdomen sitt värdefulla bibliotek, obstetriska instrument samt Berzelius våg. Hans stora samling av bäcken och tänger förvärvades åt Uppsala universitet.